# 山田侑磨
山田 侑磨（やまだ ゆうま【Yuma Yamada】、1989年5月1日 - ）は1990年代に活躍した子役。
現在は出演休止中。

## 出演

### テレビドラマ
- 火曜サスペンス劇場（日本テレビ）
  - 小京都ミステリー11「伊予夢芝居殺人事件」（1994年）- 水戸部錦四郎 役
  - 警視庁鑑識班3「目立つな、動くな、待機しろ!児童誘拐事件で身動きできない鑑識のあせり」（1997年）- 増田拓也（落合扶樹）の友達・平井悟 役
  - 「遠い日の花火」（1997年）- 三村学 役
  - 女検事・霞夕子18「心の天使」（2001年）- 山野健一 役
- 土曜ワイド劇場（テレビ朝日）
  - なんでも屋探偵帳1「殺人事件からサル救出作戦まで」（1994年）- 水野裕 役
  - 事件7「無理心中で息子を殺した女」（1999年）- 源暁夫 役
- ドラマ新銀河ゆっくりおダイエット（1994年、NHK）- セミレギュラー：野口佑太 役
- 毎度ゴメンなさぁい（1994年、TBS）- 千田の子ども時代 役
- 静かなるドン（1994年、日本テレビ）- 大野誠 役
- 風のロンド（1995年、CX）- セミレギュラー:能代智 役
- 毎度おジャマしまぁす（1995年、TBS）- ある幼稚園児 役
- 星の金貨（1995年、日本テレビ）- 小児科の子ども 役（オンエアカット）
- 夏!デパート物語（1995年、TBS）- 山田潤 役
- ダブルマザー（1995年、東海テレビ）- 奈良岡雅人 役
- 金曜ロードショー特別企画「俺たちの旅〜二十年目の選択〜」（1995年、日本テレビ）- 津村直也 役
- 木曜の怪談「ゴーストハンター早紀・第4話」（1996年、CX）- ゲスト 主役
- ドラマ特別企画 永遠の千秋楽〜蔵間・愛と涙の2500日〜（1996年、TBS）- 蔵間氏の子ども時代 役
- 東芝日曜劇場その気になるまで（1996年、TBS）- レギュラー:青山隆介 役
- 金曜エンタテイメント愛という名の牢獄（1996年、CX）- 風間トオルの少年時代 役
- バージンロード（1997年、CX）- 吉見薫の少年時代 役
- 花王愛の劇場風になりたい（1998年、TBS）- レギュラー：春日一樹 役
- ハイビジョン・クリスマス特集 サンタはあなたの味方です（1998年、NHKBS）- 少年A 役
- はるちゃん3（1999年、CX）- ゲスト主役 長谷川勇気 役
- 21世紀に残したい名作童話がこんな素敵なクリスマスドラマになりました「花摘みじいさん」（1999年、日本テレビ）- リュウタ 役 ※ギャラクシー賞受賞作品
- 空のかけら（2000年、日本テレビ）- 田所雄太 役
- はみだし刑事情熱系（2001年、ABC）- 少年A 役

### CM
- 永谷園「煮込みラーメン」（1996年）
- ダイワハウス「みんな気持ちいい編」（1997年 - 1998年）
- エステー化学「パワーズ車用」（1997年 - 1998年）
- バンダイ「ウルトラマンあわ入浴剤」（1997年 - 1998年）
- SONY MUSIC ENTERTAINMENT「 PUFFY・JET CD」（1998年）
- 東京電力・関西電力「エコアイス・ミニ」（1999年）

### その他
雑誌
- 学研「ピコロ」モデル（1994年）
- 講談社「たのしい幼稚園」モデル（1994年）
- 講談社「おともだち」モデル（1994年）
- 小学館「学習幼稚園」モデル（1995年）
- ブティック社「作って遊ぶたのしい折り紙」モデル（1995年）
- TVガイド別冊スター名鑑（1996年 - 1998年）
- TVガイド別冊フレッシュスター名鑑（1996年 - 1998年）
- キッズ・デ・ビュー子どもタレントファイル（1998年）
- ジュノン別冊NEWスター名鑑（1998年）

教科書
- 大日本図書株式会社平成14年度 小学5年生算数モデル（2000年撮影）

商品パッケージモデル
- アガツマアンパンマンのジャングルジム（1994年）

バラエティー番組
- アッコにおまかせ!チャイドル大集合（TBS、1997年8月21日放送）

ラジオドラマ
- NHK-FM「アンヌダーター」（1999年8月21日放送）

ドキュメンタリー
- NHK教育YOU&ME ふたり（1999年10月8日放送）

企業VP
- NTTエコロジー・プログラム21（2000年）- 主演：まさる 役

NHKWebサイト
- 里山（2000年）- 沢田大樹 役（声）

東映映画 法務省企画
- 「翔太のあした 子どもと男女参画社会」（2000年）- 矢野拓也 役

| スタブアイコン | サブスタブ | この項目は、まだ閲覧者の調べものの参照としては役立たない、俳優（男優・女優）に関連した書きかけの項目です。この項目を加筆・訂正などしてくださる協力者を求めています（P:映画/PJ芸能人）。 |